# Павлов, Дмитрий Михайлович
Дми́трий Миха́йлович Па́влов (7 ноября [25 октября] 1884; Задонск, Воронежская губерния, Российская империя — 1931; Махачкала, Дагестанская АССР, СССР) — российский и советский историк литературы, кавказовед, лермонтовед, археолог и этнограф. Организатор науки и музеев на Северном Кавказе. Попечитель Лермонтовского Кавказского музея («Домика Лермонтова») и первый директор первого научного учреждения в Дагестане — Дагестанского научно-исследовательского института (ныне правопреемник Институт истории, археологии и этнографии ДНЦ РАН).
В разное время занимал должности — председателя Пятигорского (Прикумского) отделения Северо-Кавказской этнолого-археологической комиссии; заведующего антропо-географической секцией Пятигорского отделения Северо-Кавказского института краеведения; заведующего краевым Северо-Кавказским комитетом по делам музеев и охране памятников искусства, старины, природы и народного быта; главы Курортного музея Бальнеологического института на Кавказских Минеральных Водах и др.

## Биография

### Происхождение

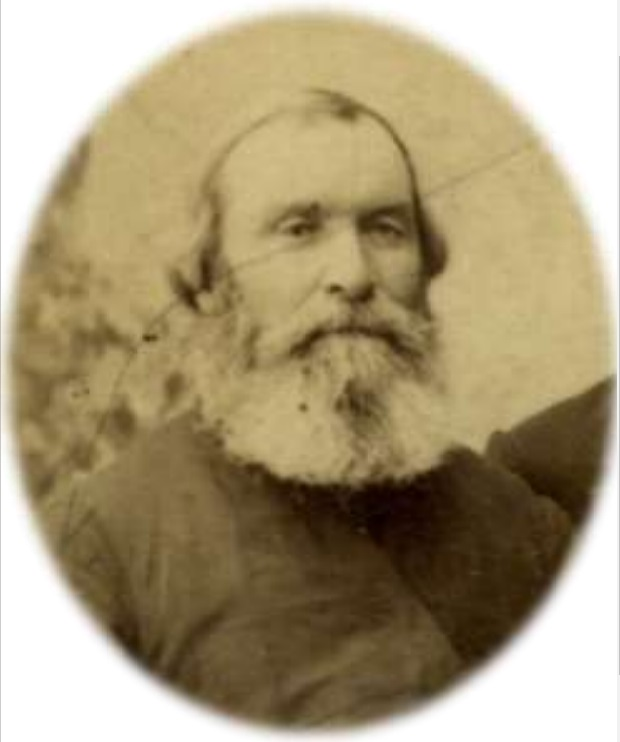
Михаил Васильевич Павлов (отец Дмитрия, около 1890 г.)

Родился в семье отставного солдата (фельдфебеля) Михаила Васильевича (1829—1907) и дочери сельского православного священника Надежды Дмитриевны (урождённая Иванова, 1846—1935) Павловых. Православного вероисповедания.
Дед Дмитрия Павлова по отцовской линии — Василий (ок. 1806—1828/1829, из мещан) после женитьбы на Татьяне Болховитиновой был призван в армию из которой не вернулся (вероятно погиб на войне). Его сын Михаил (отец Дмитрия) родился в 1829 году, когда его отца уже не было в живых. Как сын погибшего солдата Михаил в возрасте 15 лет был определён кантонистом. Его мать Татьяна, будучи уже в преклонном возрасте, работала в семье некоего полковника в отставке, который пояснил ей то, что её сын был призван в армию не по праву, так как единственный сын в семье «должен оставаться дома и кормить родителей». Он сам от имени Татьяны Павловой в нужной форме написал «прошение» на имя императора Александра II с просьбой отпустить её сына из армии, с которым Татьяна отправилась в Санкт-Петербург. В Царском селе (императорской резиденции) она лично подала императору прошение, которое им было удовлетворено, и Михаил вскоре вернулся домой.

### Образование
Образование Дмитрий Павлов получил в Задонском духовном училище, после чего поступил в Воронежскую духовную семинарию, которую окончил с отличием. В 1905 году вместе со старшим братом Михаилом отправился в Юрьев, где поступил на медицинский факультет Императорского Юрьевского университета. Однако, в связи с финансовыми трудностями, недоучившись, в 1907 году поступил на филологический факультет Императорского Харьковского университета. В виду окончания им до того Воронежской семинарии был освобождён от оплаты за обучение. Дипломная работа Павлова «Влияние Жорж Санд на русскую литературу XIX века» была отмечена золотой медалью университета.

### Преподавательская и научно-общественная деятельность
По окончании Харьковского университета Павлов некоторое время работал преподавателем в Ейске, затем перебрался в Тифлис, где преподавал русский язык в 5-й Тифлисской мужской гимназии, а в 1915 году переехал в Пятигорск, где работал учителем в Пятигорской мужской гимназии.
Кроме этого, сразу по приезде в Пятигорск Павлов был избран членом Кавказского горного общества, а в конце того же 1915 года избран товарищем (заместителем) новоизбранного председателя его правления А. П. Лорча. Ему было поручено заняться обустройством домика Лермонтова (Лермонтовской усадьбы), выкупленного в 1912 году Кавказским горным обществом, и Лермонтовского Кавказского музея, попечителем которого он стал. Павлов значительно пополнил коллекцию экспонатов, создал новую музейную экспозицию и основал научную библиотеку музея. Однако в сентябре 1916 года из-за игнорирования членами Кавказского горного общества многих его проектов по улучшению музеев Пятигорска он покинул Горное общество. Тем не менее, Павлов замечал, что не хочет бросать «несчастного и забытого Лермонтовского домика» и всё-таки продолжал поддерживать тесные связи с членами КГО.
По выходе Павлова из Горного общества он продолжал преподавать историю в гимназии. Кроме этого принимал активное участие в создании в Пятигорске бойскаутских отрядов. Был хранителем их архива. В декабре 1917 года Павлов совместно с другим преподавателем истории Пелиховским обратился к Горуправлению с предложением создать городской музей. Последнее поддержало предложенную пятигорской интеллигенцией инициативу и приступило к осуществлению этой идеи, однако в виду дальнейших нестабильных политических событий в стране работы по созданию музея были приостановлены.
После занятия в 1920 году Пятигорска Красной армией, Павлов принимал деятельное участие в учреждении 30 марта Совета Обследования и изучения Терского края, целью которого явилось всестороннее исследование края в естественном, историческом и бытовом отношениях. Сам совет был создан фактически на базе Кавказского горного общества и Народного университета. В 1921 году он был преобразован в Пятигорское отделение Северо-Кавказского института краеведения.
Кроме прочего, Павлов работал преподавателем на кафедре кавказоведения и краевой археологии в основанном 5 сентября 1920 года Кубанском институте народного образования в Краснодаре. После закрытия кафедры был переведён в Горский политехнический институт во Владикавказе, в котором читал курсы по краеведению. В написанной им там его работе «Искусство и старина Карачая» впервые был дан обстоятельный обзор археологических памятников данного региона.
Павлов также возглавлял Антропо-географическую секцию Института краеведения. Под его руководством сотрудниками Северо-Кавказского отделения была организована Северо-Кавказская этнолого-археологическая комиссия, председателем которой потом являлся сам Павлов. Им была составлена намеченная программа того института и после детального обсуждения проекта в секции, он с докладом «Об учреждении на Северном Кавказе Этнолого-археологического института» был направлен Москву, где данная программа была поддержана и утверждена Государственным учёным советом.
В 1921—1922 годах руководил Прикумско-Пятигорским отделением Центрального института истории материальной культуры. В тот же период Павловым была составлена картотека для «Археологической энциклопедии». Также им была составлена археологическая карта Терского края и детальные карты древностей Кавказа каменного века и древностей Военно-Грузинской дороги. Был одним из организаторов проводившейся с 25 по 31 марта 1921 года в Кисловодске и Пятигорске первой краевой Северо-Кавказской конференции по делам музеев, охране памятников искусства и старины. В июле 1921 года Павлов вновь ездил в Москву, где на заседании коллегии отдела музеев и охраны памятников искусства и старины был заслушан его доклад «О предполагаемой реорганизации существующих музеев в Кавказском крае и об организации новых музеев в Кисловодске, Нальчике, Екатеринодаре и т. д.». По результатам того доклада, Главмузей при Наркомпросе счёл необходимым образовать в Пятигорске Северо-Кавказский комитет по делам музеев и старины, к которому были привлечены местные учёные, историки, археологи и краеведы.
С 1923 года Павлов принимал активное участие в возрождении Кавказского горного общества, которое в 1924 году возобновило свою деятельность. В 1925 году способствовал открытию филиал-отделения КГО в Кисловодске. В августе под его руководством в Пятигорске в Михайловской галерее была организована Всесоюзная курортно-бальнеологическая выставка, приуроченная к V Всесоюзному курортному съезду, проходившему на Кавказских Минеральных Водах. В дальнейшем возглавил Курортный музей на КавМинВодах. В ведомство Павлова были переданы Пятигорский провал и памятник на месте дуэли Лермонтова.
В 1924 году Павлов был приглашён в Дагестан для работы в созданном в то время в Махачкале Дагестанском научно-исследовательском институте (ныне Институт истории, археологии и этнографии ДНЦ РАН). Институт тот был создан по инициативе наркома просвещения Алибека Тахо-Годи, который уже долгие годы находился с Павловым в дружеских отношениях. В том же году последний был избран его директором.
Павлов принимал активное участие в подготовке и проведении этнографических экспедиций в Дагестане. Им были начаты работы по регистрации памятников старины. Кроме прочего, он организовал в Махачкале Дагестанский музей краеведения, став при этом первым его директором.
Важнейшим вкладом Павлова для научных исследований в регионе явился изданный под его совместно с Алибеком Тахо-Годи редакцией сборник «Десять лет научных работ в Дагестане (1918—1928 гг.)», в котором были собраны отчёты учёных о научных работах по разным направлениям в означенный период в Дагестане.

### Арест и гибель
В 1929—1931 годах в рамках, так называемого, «Академического дела» в СССР кроме учёных проходили массовые репрессии и краеведов. Ключевую роль в отношении последних сыграло то, что гражданская жена Льва Троцкого — Наталья Седова в 1920-х годах возглавляла краеведческое движение. В апреле 1931 года Павлов был арестован и в том же году умер в махачкалинской тюрьме НКВД. Предположительно покончил жизнь самоубийством. Конкретные причины его ареста остались неизвестны. Неизвестным также осталось и место его захоронения.

## Основная библиография Дмитрия Павлова
- Павлов Д. М., Тахо-Годи А. А. Десять лет научных работ в Дагестане (1918—1928 гг.): Сборник. — Махачкала—Пятигорск, 1928. — 73, 23 с.

Опубликованные при жизни автора брошюры
- Павлов Д. М. Лермонтовский Кавказский музей. — Пятигорск, 1916.
- Павлов Д. М. Прототипы княжны Мэри (К повести Лермонтова «Герой нашего времени»). — Пятигорск, 1916. — 27 с.
- Павлов Д. М. Суд над участниками Лермонтовской дуэли. — [Б. м.], 1917. — 18 с.
- Павлов Д. М. Схема организации Дагестанского музея. — Махач-Кала, 1924. — 15 с.
- Павлов Д. М. Открытие Дагестанского Музея. — Махач-Кала, 1925.
- Павлов Д. М. Значение местных людей в деле изучения Дагестана. — Махач-Кала—Буйнакск, 1926. — 21 с.
- Павлов Д. М. В Дагестанском музее. — Буйнакск, 1926. — 35 с.
- Павлов Д. М. Академия наук в истории Кавказских минеральных вод. — Пятигорск, 1926. — 16 с.
- Павлов Д. М. Декабристы на Кавказских Минеральных водах. — Пятигорск, 1926. — 29 с.
- Павлов Д. М. Искусство и старина Карачая: История изучения. — Махачкала, 1927. — 32 с.
- Каргина К. И., Павлов Д. М. Библиография Дагестана за послереволюционный период. 1917—1928. — Махачкала, 1928. — 15 с.
- Павлов Д. М. Письма Л. Н. Толстому с Кавказа. — Пятигорск, 1928.
- Павлов Д. М. Пятигорский большой провал. — Пятигорск, 1929. — 42 с.

Переиздания
- Павлов Д. М. Избранные труды / Сост. и авт. вступ. ст. С. В. Боглачёв, И. В. Сафарова. — Государственный музей-заповедник М. Ю. Лермонтова. — Пятигорск: СНЕГ, 2017. — 239 с.